# Amaury de Montfort

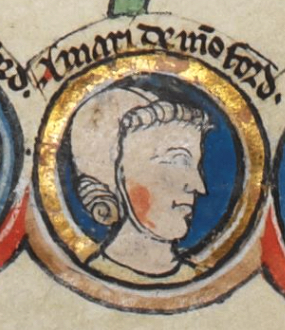
Amaury de Montfort. Buchmalerei aus dem 13. Jahrhundert

Amaury de Montfort (nach eigenem Anspruch Amaury de Montfort, Earl of Leicester) (* 1242 oder 1243; † um 1300) war ein englisch-französischer Geistlicher.

## Herkunft und Aufstieg als Geistlicher
Amaury de Montfort entstammte der ursprünglich französischen Familie Montfort-l’Amaury. Er war der dritte Sohn von Simon de Montfort, 6. Earl of Leicester und dessen Frau Eleanor. Sein Vater stieg durch das Erbe seiner Großmutter zu einem führenden englischen Magnaten auf, dazu war Amaurys Mutter eine Tochter des englischen Königs Johann Ohneland. Wie sein ältester Bruder Henry de Montfort wurde Amaury um 1250 eine Zeit lang im Haushalt von Bischof Robert Grosseteste von Lincoln erzogen. Als jüngerer Sohn wurde Amaury dann früh für eine geistliche Laufbahn vorgesehen. Im April 1259 war er bereits Kaplan und besaß Grundbesitz in Évreux in der Normandie. An der dortigen Kathedrale wurde er später auch Kanoniker, dazu verschaffte ihm der mit seinem Vater befreundete Erzbischof Eudes Rigaud von Rouen im Juli 1260 eine Pfründe an der Kathedrale von Rouen. Um diese Zeit wurde sein Vater der Führer einer Adelsopposition gegen Amaurys Onkel, den englischen König Heinrich III. Simon de Montfort übernahm 1263 die Regierung und konnte durch seinen vorläufigen Sieg im Zweiten Krieg der Barone 1264 den König in seine Gewalt bringen. Wie seine Brüder profitierte auch Amaury von der neuen Macht seines Vaters. Vermutlich 1263 erhielt er eine Pfründe an der Londoner St Paul’s Cathedral. Wohl 1264 wurde er Rektor des wohlhabenden Wendron in Cornwall und im Februar 1265 erhielt er das Amt des Schatzmeisters von York Minster, das als eines der reichsten Benefiziate Englands galt. Eine weitere Pfründe erhielt er an der Kathedrale von Lincoln. Dabei war Amaury noch nicht einmal zum Subdiakon geweiht worden. In seinen geistlichen Ämtern ließ er sich, wie es zu seiner Zeit üblich war, durch Vikare vertreten. Allerdings genoss Amaury durch Master Nicholas, den Roger Bacon zu den besten Mathematikern seiner Zeit zählte, eine gute Ausbildung und wurde wegen seiner Bildung gelobt. Amaury selbst verfasste eine Abhandlung über Alchemie.

## Flucht, Exil und Studium
Im August 1265 wurde Amaurys Vater jedoch in der Schlacht von Evesham von der königlichen Partei geschlagen und getötet. Amaury konnte mit seiner Mutter und seinem jüngeren Bruder Richard nach Frankreich flüchten, doch er verlor sein Amt als Schatzmeister von York. Im Dezember 1267 erhielt er von Erzbischof Rigaud die Erlaubnis, von jedem Bischof zum Priester geweiht zu werden. 1268 reiste Amaury nach Italien, wo er bis 1271 an der Universität von Padua studierte. Dort wurde er zum Päpstlichen Kaplan erhoben. Im März 1271 wurde sein Cousin Henry of Almain durch seine Brüder Guy und Simon in Viterbo ermordet, worauf Amaury im April beschuldigt wurde, an dem Verbrechen beteiligt gewesen zu sein. In einer gemeinsamen Erklärung verteidigten aber Bischof Giovanni Forzatè und das Kathedralkapitel von Padua, die Universität und andere Geistliche Amaury und bezeugten, dass er seit Oktober 1270 die Stadt nicht verlassen hatte. Stattdessen wäre er zum Zeitpunkt des Mordes schwer erkrankt und dem Tod nah gewesen. Am 19. April 1272 war Amaury in Rom, wo er Bernhard Ayglerius, dem Abt des Klosters Monte Cassino drei medizinische Bücher zurückgab, die er sich offenbar für sein Studium ausgeliehen hatte. Ab dieser Zeit nannte er sich Earl of Leicester, diesen Titel beanspruchte er nach dem Tod seines älteren Bruders Simon 1271.

## Gefangenschaft und Versuch der Rückgewinnung seines Erbes
Ende 1275 oder 1276 wurde Amaury vom englischen König Eduard I. gefangen genommen, als er seine Schwester Eleanor zu ihrer Hochzeit mit Fürst Llywelyn ap Gruffydd nach Wales geleitete. Ihr Schiff wurde von englischen Seefahren geentert, und Amaury wurde zunächst in Corfe Castle, dann in Sherborne und dann in Taunton gefangen gehalten. Während seiner Gefangenschaft verfasste er mindestens drei theologische Abhandlungen. Erst im April 1282 wurde er unter der Bedingung frei gelassen, England und die zu England gehörenden Gebiete zu verlassen. Am 22. Mai schrieb Amaury von Arras in den Niederlanden aus dem König einen Brief. In diesem dankte er ihm für seine Gnade und versprach ihm die Treue. Er bat aber auch um Erlaubnis, in England vor Gericht das Erbe seines Vaters einzufordern. Dieses Gesuch wurde entweder abgelehnt oder gar nicht beantwortet. Daraufhin klagte Amaury im Dezember 1284 vor dem päpstlichen Gerichtshof in Rom gegen Edmund of Lancaster, den Bruder des Königs, auf Herausgabe seines Erbes. Edmund of Lancaster hatte wesentliche Teile der Besitzungen Montforts übernommen und führte dazu den Titel Earl of Leicester.

## Letzte Jahre
Nach dem Tod seiner Mutter 1275 diente er als deren Testamentsvollstrecker. Im Juni 1286 war er in Paris, wo er immer noch beschäftigt war, den letzten Willen seiner Mutter zu regeln. Er selber setzte in der Niederlassung der Dominikanerinnen in Montargis südlich von Paris, in der seine Mutter gestorben war, sein Testament auf. Darin vermachte er dem Papst und dem Kardinalskollegium seine Erbansprüche in England. Über seine letzten Jahre ist nur wenig bekannt. Angeblich soll er nach dem Tod seines Bruders Guy 1291 oder 1292 seine geistlichen Ämter niedergelegt haben. Als Ritter soll er dann nach Italien gereist sein, um die Erziehung der beiden Töchter von Guy zu überwachen. 1302 erhielt Papst Bonifatius VIII. eine beglaubigte Kopie des Testaments von Amaury, der wahrscheinlich kurz zuvor gestorben war.